# Peter Baco
Peter Baco (* 9. April 1945 in Opatová nad Váhom bei Trenčín, Slowakische Republik) ist ein slowakischer Politiker und war Mitglied der Bewegung für eine demokratische Slowakei. Von 2004 bis 2009 saß er zunächst für seine Partei, nach deren Auflösung als Fraktionsloser Abgeordneter im Europaparlament.

## Leben
Baco studierte von 1963 bis 1968 Agrarwissenschaften in der Slowakei. Von 1992 bis 1998 war Baco in der Regierung Vladimír Mečiar II und in der Regierung Vladimír Mečiar III Minister für Landwirtschaft. Von 1994 bis 2002 war Baco Abgeordneter im Nationalrat der Slowakischen Republik. Von 2004 bis 2009 war Baco Abgeordneter im Europäischen Parlament. Dort war er Mitglied im Ausschuss für Landwirtschaft und ländliche Entwicklung sowie in der Delegation im Gemischten Parlamentarischen Ausschuss EU-Kroatien.

## Preise und Auszeichnungen (Auswahl)
- Ľudovít-Štúr-Orden